# Silvano Bertini
Silvano Bertini (* 27. März 1940 in Lastra a Signa; † 27. Juni 2021 in Florenz) war ein italienischer Weltergewichtsboxer.

## Amateur
Bertini wurde 1962 und 1964 italienischer Meister im Weltergewicht. Im Jahr 1963 wurde er bei den Europameisterschaften in Moskau Zweiter, er unterlag dort im Finale gegen Richardas Tamulis aus der Sowjetunion. Im selben Jahr gewann er die Goldmedaille bei den Mittelmeerspielen in Neapel. Bei seiner Teilnahme an den Olympischen Spielen 1964 in Tokio gewann er die Bronzemedaille im Weltergewicht. Nach Siegen über Frederick Desrosiers, Kanada (DQ 1.), Hussein Saddik, Ägypten (5:0), und Michael Varley, Vereinigtes Königreich (KO 2.), verlor er im Halbfinale knapp nach Punkten (3:2) gegen den späteren Olympiasieger Marian Kasprzyk, Polen.

## Profi
1965 wurde er Profi und startete mit einer Serie von 23 Siegen, darunter der Sieg über Domenico Tiberia, der ihm den italienischen Meistertitel einbrachte. Der Rückkampf gegen Tiberia endete unentschieden, so dass Bertini seinen Titel behielt. Durch einen KO in der dreizehnten Runde gegen Edwin „Fighting Mack“ Arthur von den Niederländischen Antillen wurde er im Januar 1969 Europameister. Doch im Mai des gleichen Jahres verlor er den Titel wieder an den Franzosen Jean Josselin durch technischen KO in der achten Runde. Im November 1970 gelang ihm ein Punktsieg über Eddie Blay. Eine nochmalige Chance auf die Europameisterschaft erhielt Bertini im November 1971. Doch er verlor den Kampf gegen den Franzosen Roger Menetrey durch technischen KO in der dreizehnten Runde.
Bertini versuchte nunmehr sein Glück im Halbmittelgewicht und wurde prompt im Juli 1972 italienischer Meister. Im August 1973 dann wollte er den absoluten Höhepunkt seiner Karriere erreichen: die Weltmeisterschaft nach WBA- und WBC-Version. Doch der Japaner Kōichi Wajima besiegte ihn durch technischen KO in der zwölften Runde und beendete seine Karriere.